# CIAOちゅ〜る

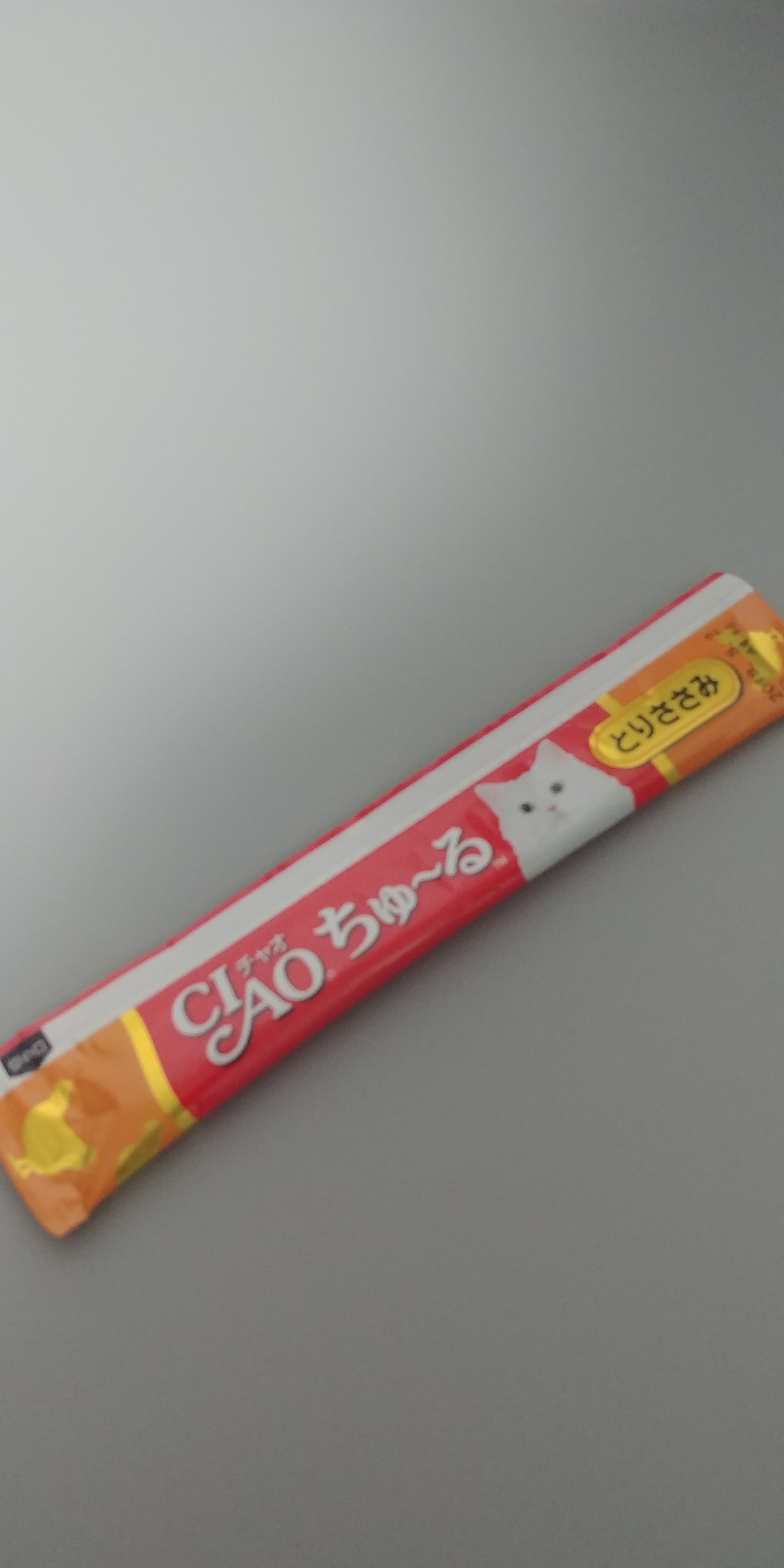

CIAOちゅ〜る（チャオチュール）は、いなば食品グループのいなばペットフードが販売するネコ用おやつ（キャットフード）である。
派生商品としてイヌ用おやつ（ドッグフード）のWanちゅ〜るが2018年（平成30年）に発売された。
これまでに存在しなかった、液状スティックタイプを特徴とする。

## 概要
いなばペットフードは以前からキャットフードを販売しており、特にネコ用おやつは市場占有率が高かった。「飼い主が手から与えるネコ用おやつ」がコンセプトの「焼シリーズ」もあったが、ほぐして与える場合に飼い主の手が汚れる課題があった。この課題を解決するため、細長いパウチから絞り出す糊状製品を開発して製造機械を改良し、2012年（平成24年）春期に発売した。
「ネコのおやつ」という商品コンセプトと、どこにでも持っていきやすい携帯性、そしてネコの「異常なまでの食いつきの良さ」が評判となり、CIAOちゅ〜るは大ヒットとした。不機嫌なネコが、飼い主の「ちゅーる」の言葉を聞くと態度を豹変させるなど、多くの事例がSNSなどに見られる。
2018年（平成30年）5月にイオンが開店したペット専門「PeTeMoアネックス熱田店」（愛知県名古屋市熱田区）は、業界で初めてCIAOちゅ〜るの専門売場を設けた。
宇都宮動物園で実験したところ、ネコ科であるライオンやトラにも人気である。

## 評価
日本以外の北アメリカやアジアなど世界各地で販売され、各国の通販サイトで消費者から高評価を受けている。
日本ネーミング大賞2020にて、優秀賞を受賞している。

## 栄養成分
その食いつきの良さから、「何かネコの身体に悪い物質が入っているのではないか」「塩分濃度が高いのではないか」「マタタビが入っているのではないか」と懸念する声もある。
LDK編集部のテストと獣医師の所見によれば、原材料も塩分濃度も問題なく、マタタビやそれに類する成分も含まないが、おやつとして1日2本程度に抑えたほうが望ましい。摂取したカロリーの分だけ、主食を減らすなどして調整する必要がある。
製品パッケージには「1日4本を目安に」の記載があり、過度に与えすぎることは控えたほうが望ましい。特に家族がそれぞれ与えていると、知らないまに過剰摂取になり「肥満や病気」などの原因になるため注意が必要である。

## 広告
2015年（平成27年）に1月に放映開始されたテレビCMは、2匹のネコが顔を寄せ合いCIAOちゅ〜るを舐める様子や、ネコが自分の手で抱える様子、ネコが立ち上がり舐める様子などを用いた。のちに消費者らが飼い猫に与えた際の様子を撮影した投稿動画が多数見られ、2016年（平成28年）に投稿動画のみでCMを構成した。
2017年（平成29年）のテレビCMは俳優の田中要次を起用した。田中もネコ好きで飼育して、CIAOちゅ〜るを愛用している。CMで強面の田中がCIAOちゅ〜る伝道師「プロちゅーらー」としてネコに与える「奥義」を披露する。この「奥義」は一般消費者から寄せられた「CIAOちゅ〜るのあげ方」を元にしている。
2017年（平成29年）10月に「ちゅ〜るCMアプリ」を製作して公開し、「web動画モデル猫ちゃん大募集キャンペーン」を開催した。
2018年（平成30年）にWanちゅ〜るを発売したのちWanちゅ〜る版アプリも製作して公開し、Wanちゅ〜るも投稿動画でCMを制作した。
2023年（令和5年）春期にアメリカンリーグのロサンゼルス・エンゼルスと単年度の公式スポンサー契約を結び、同球団のホーム戦全試合でエンゼル・スタジアム・オブ・アナハイムに広告が表示された。8月19日に同球場の始球式で、いなば食品社長の稲葉敦央が投手を務めた。
2024年（令和6年）1月25日から、プロ野球二軍のウエスタン・リーグに参加するくふうハヤテベンチャーズ静岡の本拠地球場である静岡市清水庵原球場の命名権をいなば食品が取得し、同球場の愛称を「ちゅ〜るスタジアム清水」（略称：ちゅ〜るスタ）とした。契約期間は5年間である。
2024年（令和6年）3月6日までにナショナルリーグのロサンゼルス・ドジャースと公式スポンサー契約を結び、同球団のホーム戦全試合でドジャー・スタジアムに「Churu」の広告が表示されている。契約期間は3年間。同年8月にはいなば食品社長の稲葉が同球場の始球式に参加予定。